# Gerda (Mythologie)
Gerda (beziehungsweise Gerðr, Gerdr, Gerdha oder Gerd) ist in der nordischen Mythologie eine Riesin und Göttin. Sie gilt als Partnerin des Gottes Freyr. Beider Sohn ist Fjölnir.
Gerda ist für ihre Schönheit berühmt und die Tochter des Riesen Gymir und der Aurboda. Sie stammt aus dem Geschlecht der Bergriesen. Ihr Bruder war sehr wahrscheinlich der Riese Beli, welcher von Freyr getötet wurde. Sie wohnte in einem großen schönen Haus und Hof ihres Vaters Gymir in Jötunheim. Ihr Saal wurde von bösen und wütenden Hunden bewacht.
Nach der Snorra-Edda gehe von ihren Händen bzw. Haaren, nach dem Götterlied Skírnismál von ihren Armen, ein Strahl bzw. Leuchten über Luft und Meer aus.

## Brautwerbung um Gerda

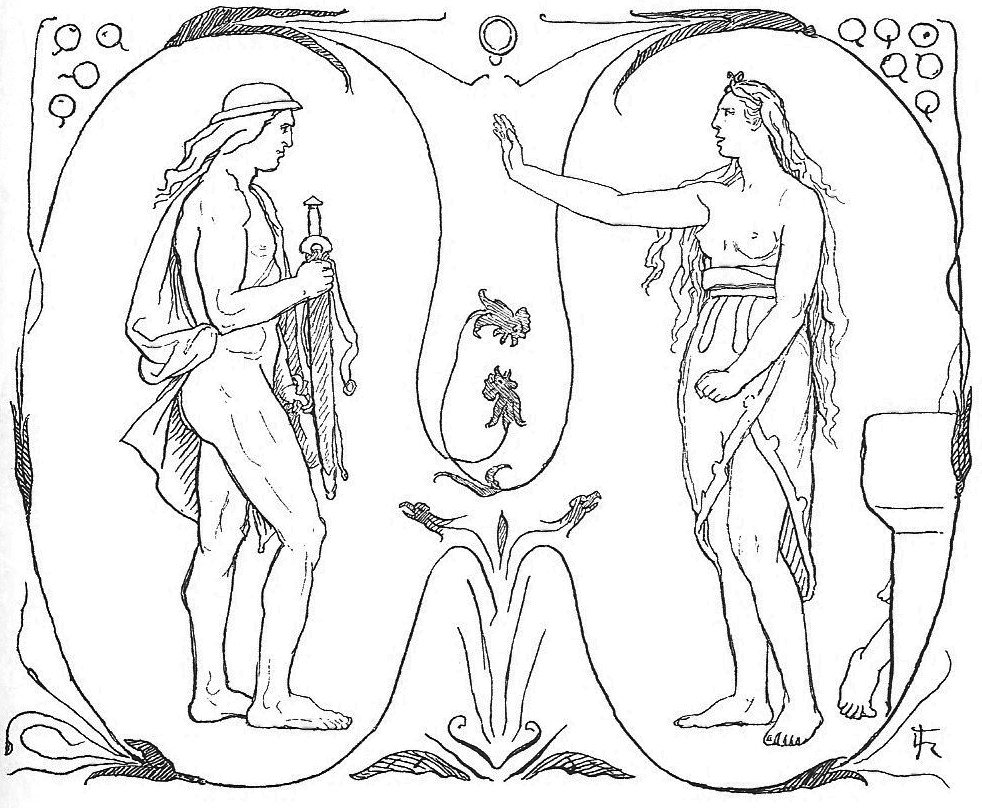
Das erste von drei Skírnismal Bilder von Lorenz Frølich, dass darstellt wie Skírnir Gerda bedroht, veröffentlicht 1895

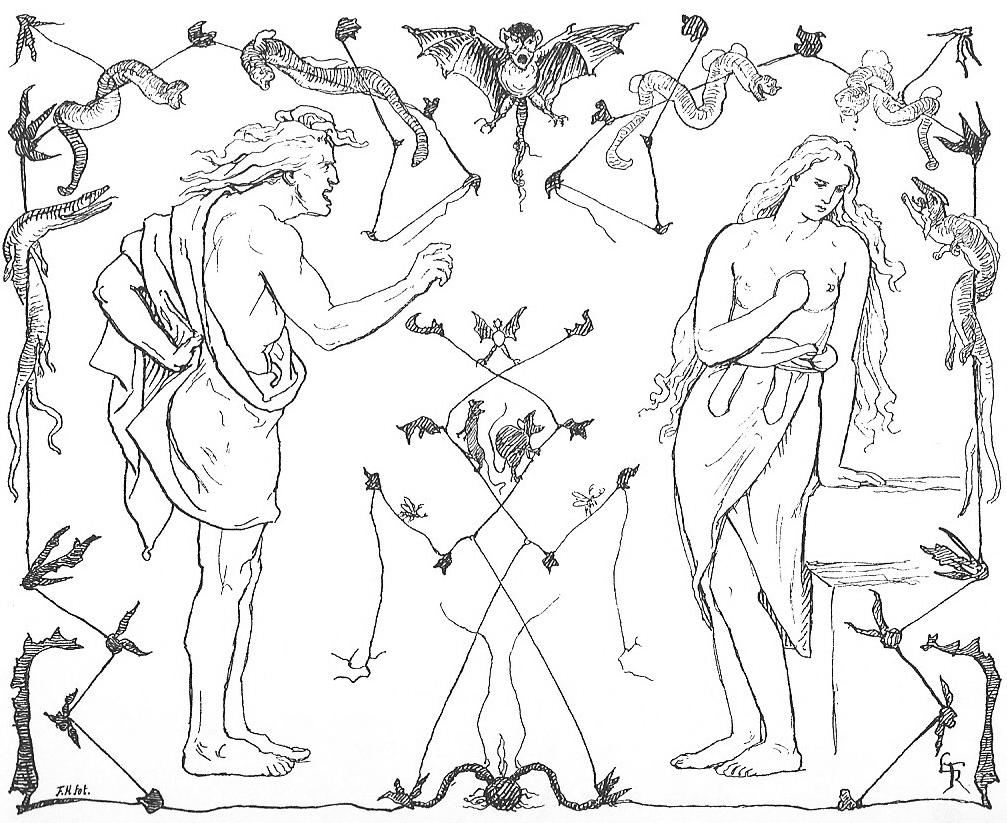
Das dritte von drei Skírnismál Bildern von Lorenz Frølich, indem Skírnir Gerda bedroht, veröffentlicht, 1895

Nach dem Götterlied Skírnismál erblickt Freyr die schöne Gerda in Jötunheim und wird von ihrem Anblick liebeskrank. Er beauftragt seinen Freund und Diener Skirnir sie für sich zu gewinnen. Sein Freund Skirnir leiht sich Ross und Schwert des Gottes aus und übernimmt die Werbung. Die spröde Gerda lehnt diese allerdings ab und die kostbarsten Geschenke, wie die goldenen Äpfel oder den Ring Draupnir verfehlen ihre Wirkung. Erst als er ihrem Vater den Tod androht und ihr selbst einen Zauberfluch mit Zauberrunen, gibt sie nach und stimmt einer Verbindung mit Freyr zu. Eine Hochzeit wird nicht erwähnt.
In der Snorra-Edda wird die Brautwerbung verkürzt und zum Teil anders geschildert. Hierbei wird das Gespräch Gerdas mit ihrer Magd, die versuchte Bestechung, Androhung von Gewalt und die Zauber nicht erwähnt. Dafür allerdings der Zusatz, dass Skírnir nicht auf die Befindlichkeiten Gymirs achten müsse. Einer erzwungene Zustimmung ist auch hier vorzufinden. Die Besonderheit bei der Schilderung im Hauptteil Gylfaginning ist die mögliche Übersetzung „ganga at brulaupinu“ mit „Hochzeit halten“. Es könnte aber ebenfalls mit „Geschlechtsverkehr haben“ übersetzt werden.
Die Reaktion Freyrs ist bei beiden Schilderungen ähnlich. Er müsse neun Tage warten, bis sie sich am Hain Barri treffen und beklagt diesen Umstand sehr.

## Erwähnungen

### Lieder-Edda
- Skírnismál
- Lokasenna (42): Erwähnung als Gymirs Tochter
- Hyndlulióð (29): Erwähnt als Paar mit Freyr und ihre Abstammung

### Snorra-Edda
- Gylfaginning (37.)
- Skáldskaparmál (1.) Aufzählung Gerdas unter den Asinnen

### Heimskringla
- Ynglingasaga (10. Freys Tod)
- Haralds saga gráfeldar: Erwähnung Gerdas als Kenning

## Moderne Rezeption
Das vorgeschlagene Archaeenphylum „Gerdarchaeota“ aus der Gruppe der Asgard-Archaeen soll nach Gerda benannt werden.
Der Asteroid (122) Gerda wurde von Christian Heinrich Friedrich Peters am 31. Juli 1872 entdeckt und nach der Göttin Gerda benannt.